# Wokha
Wokha ist eine Stadt im indischen Bundesstaat Nagaland.
Die Stadt ist Hauptort des Distrikts Wokha. Wokha hat den Status eines Town Committee.  Die Stadt ist in 15 Wards gegliedert. Sie hatte am Stichtag der Volkszählung 2011 35.004 Einwohner, von denen 18.070 Männer und 16.934 Frauen waren. Christen bilden mit einem Anteil von über 91 % die Mehrheit der Bevölkerung in der Stadt. Hindus bilden eine Minderheit von über 5 %. Die Alphabetisierungsrate lag 2011 bei 95,8 % und damit deutlich über dem nationalen Durchschnitt. 90,2 % gehören den Scheduled Tribes an.